# Красные Усады (городской округ Семёновский)
Красные Усады — село в городском округе Семёновский Нижегородской области России. Входит в состав Огибновского территориального отдела (сельсовета).

## География
Село находится на севере центральной части Нижегородской области, в зоне хвойно-широколиственных лесов, на реке Северный Козленец, на расстоянии приблизительно 38 километра (по прямой) к северо-западу от города Семёнова, административного центра района.

### Климат
Климат характеризуется как умеренно континентальный, с влажным нежарким летом и холодной снежной зимой. Средняя температура воздуха самого холодного месяца (января) составляет −12,9 °C; самого тёплого месяца (июля) — 18,4 °C. Годовое количество атмосферных осадков — 550—600 мм.

## Население
| 2002 | 2010 |
| ---- | ---- |
| 31   | ↘19  |

### Национальный состав
Согласно результатам переписи 2002 года, в национальной структуре населения русские составляли 97 %.